# آدا (مینه‌سوتا)
آدا، مینه‌سوتا (به انگلیسی: Ada, Minnesota) یک شهر در ایالات متحده آمریکا است که در مینه‌سوتا واقع شده‌است.

## خصوصیات
آدا ۳٫۶۰ کیلومترمربع مساحت و ۱٬۷۰۷ نفر جمعیت دارد و ۲۷۶ متر بالاتر از سطح دریا واقع شده‌است.